# Кабуш, Матвей Андреевич
Матвей Андреевич Кабуш (род. 17 мая 2002, Витебск) — российский хоккеист, нападающий клуба «Югра».

## Биография
Родился в белорусском Витебске, начинал заниматься хоккеем в местном клубе. В 2014 году переехал в Россию, стал заниматься в команде «СКА-Варяги» (посёлок имени Морозова). С сезона 2018/19 — игрок команды МХЛ «СКА-Варяги» в МХЛ. В сезонах 2020/21 — 2021/21 также выступал за другую команду МХЛ «СКА-1946». С сезона 2022/23 — игрок команды ВХЛ «СКА-Нева».
В начале мая 2022 года провёл четыре товарищеских матча в составе сборной России против Белоруссии.